# Flaviano I de Antioquia
Flaviano I de Antioquia foi patriarca de Antioquia entre 381-404, ano de sua morte. Flaviano é venerado tanto na Igreja Católica quanto na Ortodoxa como um santo.

## Vida e obras
Flaviano nasceu por volta de 320, provavelmente em Antioquia. Ele herdou uma grande fortuna de seus pais, mas resolveu devotar sua riqueza e seus talentos ao serviço da Igreja. Em associação com Diodoro, que viria a ser bispo de Tarso, ele apoiou a fé cristã ortodoxa contra o herético ariano Leôncio, o bispo de Antioquia. Os dois amigos reuniam seus seguidores fora dos muros da cidade para os serviços religiosos (de acordo com Teodoreto) e foi nestes encontros que a prática do canto antifonal foi pela primeira vez introduzido nos serviços da Igreja.
Quanto Melécio foi designado bispo de Antioquia em 361, ele ordenou Flaviano padre e, quando Melécio morreu, em 381, Flaviano foi escolhido para sucedê-lo. O cisma meleciano, que havia dividido a Igreja de Antioquia, estava, porém, longe de ser resolvido. O bispo de Roma e o patriarca de Alexandria se recusaram a aceitar Flaviano, preferindo ao invés dele Paulino, que tinha sido eleito pelos nicenos extremados eustatianos em oposição à Melécio, que continuava a exercer autoridade sobre uma porção significativa da Igreja local.
Com a morte de Paulino em 383, Evágrio foi escolhido como seu sucessor. Após a morte de Evágrio (ca. 393), Flaviano conseguiu impedir a eleição de um sucessor eustatiano, embora eles continuassem a realizar serviços em separado. Pela intervenção de João Crisóstomo, logo após a sua própria elevação à patriarca de Constantinopla em 398, e a influência do imperador Teodósio I, Flaviano foi reconhecido em 399 como o único e legítimo bispo de Antioquia.
Ainda assim, o cisma meleciano (ou eustatiano) não foi de fato resolvido antes de 415, sob o reinado de Alexandre I de Antioquia.